# Feng Menglong
Feng Menglong (ur. 1574 w Changzhou w prow. Jiangsu, zm. 1645) – chiński poeta, historyk i pisarz z czasów późnej dynastii Ming.
Pisał w języku potocznym; większość jego prac to ówczesna literatura „popularna”, której był zapalonym i niestrudzonym kolekcjonerem, redaktorem i propagatorem (mimo że nie była ona wysoko ceniona przez konfucjańskie elity): edycje i kompilacje historii, powieści, almanachów itp. Jego najbardziej znane powieści to Pingyao Zhuan (Rewolta Maga) i Dongzhou Lieguo Zhi (Dzieje Królestw Walczących Wschodniej Epoki Zhou); w 1620 wydał Gujin Xiaoshuo (Stare i nowe opowiadania); zbiór ten, pod zmienionym tytułem Yushi mingyan („Jasne pouczenia dla nauczania świata”) wraz ze zbiorami Jingshi tongyan („Pospolite pouczenia dla ostrzeżenia świata”, 1624) i Xingshi hengyan („Ciągłe pouczenia dla obudzenia świata”, 1627) tworzą razem cykl Sanyan („Trzy pouczenia”), uznawany za jego najważniejsze dzieło. Oprócz tego był redaktorem dramatów, a także wydał kolekcję anegdot i dowcipów.
Był zwolennikiem szkoły filozoficznej Wang Yangminga, a w szczególności jego następcy Li Zhi, który podkreślał wagę wyrażania ludzkich uczuć i zachowań w literaturze.